# Регазифікація зрідженого природного газу

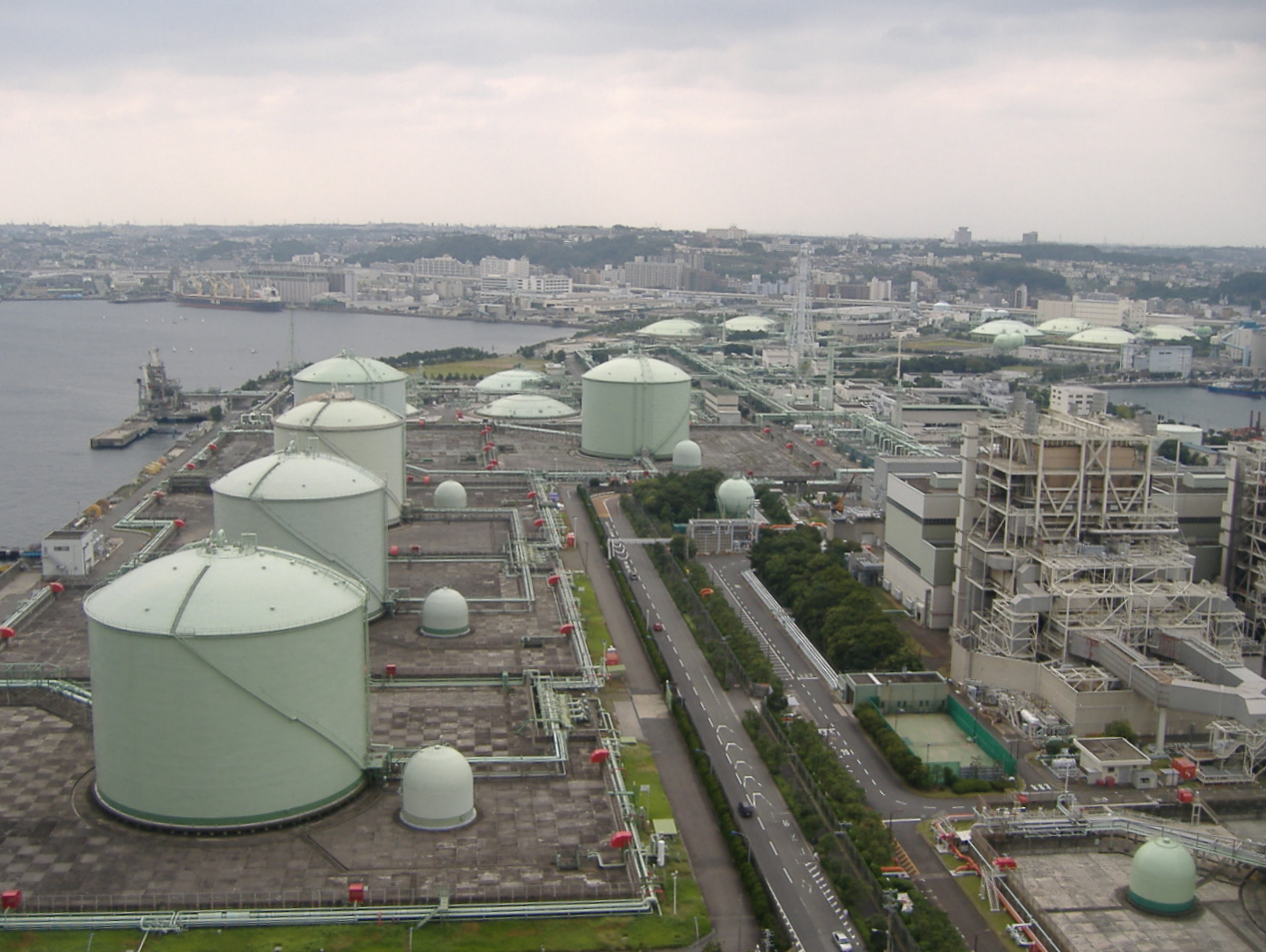
Регазифікаційний термінал Негісі компанії Tokyo Gas в японському місті Йокогама

Регазифікація зрідженого природного газу — процес перетворення зрідженого природного газу з  рідкого стану в  газоподібний, після чого він стає придатним для звичайного використання — подачі по трубопроводах споживачам і закачування в газові балони.

## Технологія
Перетворення зрідженого газу в газоподібний стан відбувається в системі випаровування за допомогою нагріву. Підігрів може здійснюватися прямим і непрямим способом. У першому випадку газ отримує тепло безпосередньо від гарячого  теплоносія, у другому — тепло надходить до газу через проміжний теплоносій, що обігрівається гарячим теплоносієм. Найбільш часто як гарячий теплоносій використовується морська вода, як проміжний теплоносій — пропан.
За потужністю СПГ-терміналів, як і за обсягом імпорту СПГ, лідирує Японія — 246 млрд кубометрів на рік за даними 2010 року. На другому місці —  США, понад 180 млрд кубометрів на рік (дані 2010 року). В цілому на 2010 рік сукупна потужність терміналів перевищила 800 млрд кубометрів.